# Humayun Rasheed Choudhury
Humayun Rasheed Choudhury (* 11. November 1928 in Sylhet; † 10. Juli 2001 in Dhaka) war ein bangladeschischer Politiker und Diplomat. Er diente seinem Land unter anderem als Außenminister und leitete zudem die 41. Sitzungsperiode der Generalversammlung der Vereinten Nationen als deren Präsident.

## Leben
Er wurde als Sohn von Abdur Rasheed und Begum Serajunessa Choudhury in eine Politikerfamilie geboren. Sein Vater war Mitglied des Provinzparlaments von Assam, später des Parlaments von Britisch-Indien. Seine Mutter war nach der Unabhängigkeit, für das damalige Ostpakistan und heutige Bangladesch, Mitglied des Parlaments von Pakistan. Nach einem Studium an der Muslim University in Aligarh, Indien und in London, trat er 1953 in den diplomatischen Dienst Pakistans ein. Während seiner Zeit im pakistanischen Dienst graduierte er an der Fletcher School of Law and Diplomacy in Massachusetts.
Während des Unabhängigkeitskrieges Bangladeschs war er 1971/72 als Vertreter seiner Heimat Bangladesch nach Indien entsandt. Von 1972 bis 1976 war er erster Botschafter Bangladeschs in der Bundesrepublik Deutschland, Österreich, der Schweiz und beim Heiligen Stuhl sowie erster ständiger Vertreter seines Landes bei der Internationalen Atomenergieorganisation (IAEO) und der Organisation der Vereinten Nationen für industrielle Entwicklung (UNIDO).
Im Anschluss daran wurde er, wiederum als erster, Botschafter in Saudi-Arabien, Jordanien und dem Oman sowie zusätzlich ständiger Vertreter Bangladeschs bei der Organisation der Islamischen Konferenz. 1981/82 war er Staatssekretär des Äußeren in Dhaka und 1982–1985 schließlich Botschafter in den USA. 
Im Juli 1985 wurde Choudhury Außenminister Bangladeschs, was er bis 1988 blieb. Im September 1986 wählte die UN-Generalversammlung ihn für ein Jahr zu ihrem Vorsitzenden. Außerdem wurde Choudhury 1986, 1988 und 1996 in das Parlament von Bangladesch gewählt, dem er von 1996 bis zu seinem Tod 2001 als Präsident vorsaß.
Er war verheiratet und hatte eine Tochter.